# Lázaro Rivas
Lázaro Rivas (n. 4 aprilie 1975, La Habana, Havana Province⁠(d), Cuba – d. 23 decembrie 2013, San José de las Lajas⁠(d), Mayabeque Province⁠(d), Cuba) a fost un luptător ce a reprezentat Cuba, medaliat olimpic. A participat la 3 ediții ale Jocurilor Olimpice (1996, 2000, 2004) în care a câștigat o medalie de argint.